# Florin Niculiu
Florin Niculiu (n. 10 iulie 1928, Hudești, Botoșani, România – d. 22 mai 1997, București, România) a fost un pictor peisagist român.

## Biografie
Florin Niculiu s-a născut în Hudești, județul Botoșani, pe 10 iulie 1928. A urmat cursurile Institutului de Arte Plastice ”Nicolae Grigorescu” din București, sub îndrumarea profesorilor Nicolae Dărăscu, Alexandru Ciucurencu, Camil Ressu, pe care l-a absolvit în anul 1950. Florin Niculiu a creat o pictură născută întotdeauna din provocarea realului și dedicată în întregime genului peisagistic.

## Premii
Forin Niculiu a fost distins cu mai multe premii interne și internaționale:
- 1968 -- Meritul Cultural clasa a IV acordat de Consiliul de Stat al Republicii Socialiste România prin Decretul nr. 640/1968;[8]
- 1970 -- „Prix National” la Festivalul Internațional de Pictură de la Cagnes-sur-Mer, Franța;
- 1976 -- Premiul pentru pictură al Uniunii Artiștilor Plastici;
- 1983 -- Premio „Pace 83” - decernat de Centrul Cultural „Caravaggio” din Roma;
- 1988 -- Premiul „Artă pentru pace”, Premiul „Flacăra”;
- 1995 - premiul „Margareta Sterian”.

## Manifestări expoziționale

### Expoziții personale
- 1964 -– București – Galeria Simeza – Pictură și Desen;
- 1968 –- București – Galeria Amfora – Desen;
- 1979 -– București – expoziție retrospectivă la Muzeul de Artă Națională;
- 1982 – București – Galeria Simeza – Pictură și Desen;
- 1983 –- Constanța – Galeria Tomis – Pictură și Desen;
- 1983 -– Mamaia – Pictură și Desen;
- 1986 –- Botoșani – Pictură și Desen;
- 1989 –- Iași – Pictură și Desen;
- 1993 –- Bucuresti – Galeria Catacomba – Pictura: „Gradini si Tarmuri infinite”.[7]

A participat la expozițiile de stat - anuale și bienale – la București și de asemenea la expoziții de grup în alte orașe din România.

### Expoziții de grup în străinătate
- 1966 –- Havana;
- 1967 –- Istanbul;
- 1968 –- Frankfurt am Main, Praga;
- 1969 –- Tunis, Cairo, Praga, Tallin, Moscova, Budapesta, Bidgoszcz ( Polonia );
- 1970 –- Alexandria, Torino, Gand, Bruges, Sofia, Leningrad, Moscova;
- 1972 –- Haga, Varșovia, Leningrad, Praga;
- 1973 –- Berlin, Moscova;
- 1974 –- Barcelona, Varșovia;
- 1975 –- Florența, Moscova, Berlin, Atena;
- 1976 –- Praga;
- 1977 –- Lisabona, Sofia;
- 1979 –- Mannheim;
- 1980 –- Chenee ( Belgia ), Kosice ( Cehoslovacia );
- 1981 –- Viena;
- 1982 –- Volos (Grecia);
- 1983 –- Roma;
- 1985 –- Stuttgart;
- 1986 –- Atena, Londra;
- 1987 –- Glasgow, Cagnes – sur – Mer ( Franța );
- 1988 –- Sofia;
- 1992 –- Wageningen ( Olanda ).[7]

### Expoziții post-mortem
- 1997 -- „In Memoriam” – galeria Catacomba, București;
- 1998 –- „In Memoriam Florin Niculiu, Mimi Podeanu, Matei Niculiu” – Cercul Militar National, Galeria Artelor, București;
- 1998 –- „200 de ani de Artă Brâncovenească”- sala de expoziții a Palatului Parlamentului, București;
- 1998 –- „ Salonul de Artă București” – Muzeul Literaturii Române, București;
- 1998 –- Expoziție de artă românească organizată la Budapesta de Ministerul Culturii și Fundația Anastasia, București;
- 2000 -– Expoziție de grup – „Premiile Margareta Sterian” (laureați în decursul anilor) – Muzeul Național de Artă al României, București;
- 2000 –- Expoziție de grup – Galeria de Artă „Contrapunct”, București;
- 2001 –- Expoziție de grup – „Donații pentru Colecția Regală” – organizat de Fundația Anastasia la Muzeul Literaturii Române, București;
- 2001 –- Expoziție personală cu ocazia deschiderii Galeriei de Artă „Sabina și Jean Negulescu, București;
- 2002 –- Expoziție personală la Galeria de Artă Anticariat „Curtea Veche”, București;
- 2002 –- Expoziție de grup – „Expoziția colecționarilor români de artă clasică și contemporană” organizată la Sala de expoziție de la Palatul Cotroceni, București;
- 2003 –- Expoziție de grup – Foaierul Sălii Palatului – în cadrul celui de-al 16-lea Festival „George Enescu” (a fost expus și portretul compozitorului pictat de artist);
- 2004 –- Expoziție de grup – expoziția memorială „Ion Andreescu” – Biserica Stavropoleos, București;
- 2004 –- Expoziție de grup - „Galeria Anticariat 9”, București;
- 2004 –- Expoziție de grup - acuarelă – „Expoziție de Crăciun” – Galeria de Artă „Gabro 10”, București;
- 2006 –- Expoziție de grup – acuarelă – „Galeria Anticariat 9”, București;
- 2006 –- Expoziție de grup – „Galeria Covaci 12”, București
- 2007 –- Expoziția retrospectivă Florin Niculiu: „Grădini și țărmuri infinite” – 27 septembrie - 21 octombrie la Galeria Veroniki Art, București
- 2008 –- Expoziție de grup: „Secvențe IV” – 2 ani de expoziții la Galeria Veroniki Art – 19 iunie - 20 iulie 2008, București.
- 2008 –- Expoziție de grafica Florin Niculiu si acordarea „Premiului anual Florin Niculiu”– noiembrie Galeria NORD Bucurest.[7]
- 2018 -- Expoziția Memorie și modernitate, Florin Niculiu, deschisă în perioada 8 nov.-5 dec. 2018 la Muzeul de Artă Modernă și Contemporană „Pavel Șușară”;[9]
- 2022 -- Fundația Jean Louis Calderon - Galeriile Cornel Florea situate în Piața Alba Iulia nr.7[10]
- 2025 -- Expoziția ZUMZET/ADIERE dedicată memoriei pictorului Florin Niculiu (1928 – 1997) @ Galleria 28 din Timișoara.[11]

### Dispersia operei
Lucrările sale se află în muzee din România, dar și în instituții și colecții particulare: București, Bârlad, Botoșani, Brașov, Buzău, Calafat, Câmpulung -Muscel, Cluj-Napoca, Constanța, Costești-Vâlcea, Craiova, Deva, Dorohoi, Eforie, Făget – Timiș, Focșani, Galați, Hunedoara, Iași, Onești, Oradea, Pitești, Ploiești, Râmnicu-Vâlcea, Satu-Mare, Slatina, Suceava, Timișoara, Târgu-Mureș, Tulcea.
Numeroase lucrări realizate de Florin Niculiu se regăsesc în colecții particulare din: Belgia, Bulgaria, Elveția, Franța, Germania, Grecia, Italia, Israel, Japonia, Olanda, Spania, SUA, Rusia.